# Max Arnim
Max(imilian) Otto Adolf Arnim, latinisiert Maximilianus Otto Adolfus Arnim, (* 13. April 1889 in Clausthal; † 28. August 1946 in Berlin) war ein deutscher Klassischer Philologe und Bibliothekar.

## Leben
Er war der Sohn des Diplom-, Berg- und Hütteningenieurs Albert Arnim, der aus Dardesheim stammte. Nach dem Besuch des Gymnasiums in Clausthal studierte Max Arnim an den Universitäten Göttingen und Greifswald. 1912 promovierte er zum Dr. phil. Im darauffolgenden Jahr legte er das Staatsexamen und 1916 das Bibliotheksfachexamen ab. 1920 erfolgte in Göttingen seine Ernennung zum Bibliotheksrat. Ab 1927 war er an der Preußischen Staatsbibliothek Berlin tätig und erlebte deren Schicksal im Zweiten Weltkrieg. Sein Hauptwerk war die Internationale Personalbibliographie 1850–1935, die er im Auftrag der Preußischen Staatsbibliothek erstellte und 1936 in Druck gab. Gerhard Bock und Franz Hodes führten diese Personalbibliographie ab 1944 und späteren Nachträgen bis 1963 weiter.

## Familie
Max Arnim heiratete 1920 in Clausthal Kläre Hartmann, mit der er einen Sohn hatte. Gemeinsam lebten sie in Berlin-Schmargendorf.

## Veröffentlichungen (Auswahl)
- Index verborum a Philone Byzantio. In mechanicae syntaxis libris quarto quintoque adhibitorum. Comp, Leipzig 1927.
- Mitglieder-Verzeichnisse der Gesellschaft der Wissenschaften zu Göttingen (1751–1927), Berlin 1928
- Johann Friedrich v. Uffenbachs Reise durch die Pfalz 1731, Mannheim 1928.
- Die Neuorganisation des Signierdienstes an der Berliner Staatsbibliothek. In: Zentralblatt für Bibliothekswesen 51 (1934), S. 522–527.
- Internationale Personalbibliographie 1850–1935, Berlin 1936.